# سوليقان (دشتابي الغربي)
سولیقان (بالفارسية: سولیقان) هي قرية تقع في إيران في قسم دشتابي الغربي الريفي. يقدر عدد سكانها بـ 672 نسمة .